# マディーナ州
マディーナ州（マディーナしゅう、アラビア語: المدينة）はサウジアラビアの州である。面積173,000 km²、人口 2,389,452人（2022年国勢調査）。サウジアラビアの西部、紅海沿岸に位置する。州都は聖地でもあるマディーナ。マディーナ州には、他にヤンブー (Yanbu' al Bahr) やバドル (Badr Hunayn) という都市がある。州知事は第7代国王サルマーン・ビン・アブドゥルアズィーズの子のファイサル・ビン・サルマーン王子である。

## 隣接州
- タブーク州
- ハーイル州
- カスィーム州
- リヤード州
- マッカ州

## 下位行政区画

マディーナ州の県

- المدينة المنورة (مقر الإمارة) - 中心都市：マディーナ
- محافظة ينبع - 中心都市：ヤンブー
- محافظة العلا - 中心都市：Al-'Ula
- محافظة المهد - 中心都市：Mahd adh Dhahab
- محافظة الحناكية - 中心都市：Al Hinakiyah
- محافظة بدر - 中心都市：バドル（英語版）
- محافظة خيبر - 中心都市：Khaybar
- محافظة العيص
- محافظة وادي الفرع